# Powiat Neuburg-Schrobenhausen
Powiat Neuburg-Schrobenhausen (niem. Landkreis Neuburg-Schrobenhausen) – powiat w Niemczech, w kraju związkowym Bawaria, w rejencji Górna Bawaria, w regionie Ingolstadt.
Siedzibą powiatu Neuburg-Schrobenhausen jest miasto Neuburg an der Donau.

## Podział administracyjny
W skład powiatu Neuburg-Schrobenhausen wchodzą:
- dwie gminy miejskie (Stadt)
- dwie gminy targowe (Markt)
- 14 gmin wiejskich (Gemeinde)
- dwie wspólnoty administracyjne (Verwaltungsgemeinschaft)

Miasta:
| Lp. | Nazwa miasta         | Ludność (31.12.2011) | Powierzchnia km² |
| --- | -------------------- | -------------------- | ---------------- |
| 1   | Neuburg an der Donau | 28.548               | 81,32            |
| 2   | Schrobenhausen       | 15.995               | 75,31            |

Gminy targowe:
| Lp. | Nazwa gminy targowej | Ludność (31.12.2011) | Powierzchnia km² |
| --- | -------------------- | -------------------- | ---------------- |
| 1   | Burgheim             | 4.484                | 49,73            |
| 2   | Rennertshofen        | 4.763                | 93,07            |

Gminy wiejskie:
| Lp. | Nazwa gminy | Ludność (31.12.2011) | Powierzchnia km² |
| --- | ----------- | -------------------- | ---------------- |
| 1   | Aresing     | 2.733                | 29,89            |
| 2   | Berg im Gau | 1.212                | 22,61            |
| 3   | Bergheim    | 1.802                | 28,95            |
| 4   | Brunnen     | 1.581                | 32,12            |
| 5   | Ehekirchen  | 3.670                | 62,79            |
| 6   | Gachenbach  | 2.335                | 30,24            |
| 7   | Karlshuld   | 5.237                | 29,09            |
| 8   | Karlskron   | 4.767                | 38,45            |
| 9   | Königsmoos  | 4.479                | 40,97            |
| 10  | Langenmosen | 1.498                | 23,89            |
| 11  | Oberhausen  | 2.681                | 31,94            |
| 12  | Rohrenfels  | 1.539                | 17,52            |
| 13  | Waidhofen   | 2.177                | 27,32            |
| 14  | Weichering  | 2.397                | 24,60            |

Wspólnoty administracyjne:
| Lp. | Nazwa wspólnoty administracyjnej | Ludność (31.12.2011) | Powierzchnia km² | Liczba gmin |
| --- | -------------------------------- | -------------------- | ---------------- | ----------- |
| 1   | Neuburg an der Donau             | 3.341                | 46,67            | 2           |
| 2   | Schrobenhausen                   | 8.803                | 136,19           | 5           |

## Demografia
Dane o ludności z 31 grudnia 2008:
| Opis                                | Ogółem | Ogółem | Kobiety | Kobiety | Mężczyźni | Mężczyźni |
| ----------------------------------- | ------ | ------ | ------- | ------- | --------- | --------- |
| Jednostka                           | osób   | %      | osób    | %       | osób      | %         |
| Populacja                           | 91 190 | 100    | 45 951  | 50,39   | 45 239    | 49,61     |
| Wiek przedprodukcyjny (0–17 lat)    | 17 831 | 19,55  | 8849    | 9,7     | 8982      | 9,85      |
| Wiek produkcyjny (18–65 lat)        | 56 951 | 62,45  | 27 698  | 30,37   | 29 253    | 32,08     |
| Wiek poprodukcyjny (powyżej 65 lat) | 16 408 | 17,99  | 9404    | 10,31   | 7004      | 7,68      |

## Polityka

### Landrat
- Walter Asam (CSU): 1972–1984
- Richard Keßler (CSU): 1984–2008
- Roland Weigert (FW): od 1 maja  2008

### Kreistag
|                          |                          | 2002   | 2002    | 2002   | 2008   | 2008   | 2008   |
| miejsca                  | %                        | głosy  | miejsca | %      | głosy  |        |        |
| ------------------------ | ------------------------ | ------ | ------- | ------ | ------ | ------ | ------ |
|                          | CSU                      | 32     | 51,8%   | 22 754 | 27     | 43,6%  | 18 837 |
|                          | SPD                      | 12     | 19,7%   | 8 665  | 10     | 16,8%  | 7 254  |
|                          | Zieloni                  | 2      | 4,4%    | 1 940  | 2      | 4,4%   | 1 888  |
|                          | FW                       | 12     | 19,3%   | 8 486  | 18     | 29,8%  | 12 862 |
|                          | FDP                      | 1      | 2,2%    | 955    | 2      | 3,8%   | 1 628  |
|                          | DUS                      | 1      | 2,6%    | 1 129  | 1      | 1,7%   | 754    |
|                          |                          | 60     | 100%    | 43 929 | 60     | 100%   | 43 223 |
| uprawnieni do głosowania | uprawnieni do głosowania | 67 510 | 67 510  | 67 510 | 69 994 | 69 994 | 69 994 |
| głosy ważne              | głosy ważne              | 43 929 | 43 929  | 43 929 | 43 223 | 43 223 | 43 223 |
| głosy nieważne           | głosy nieważne           | 1 788  | 1 788   | 1 788  | 1 637  | 1 637  | 1 637  |
| frekwencja               | frekwencja               | 67,7%  | 67,7%   | 67,7%  | 64,1%  | 64,1%  | 64,1%  |

### Powiaty partnerskie[4]
- powiat Jesionik, Czechy
- powiat Saale-Orla, Turyngia